# Onufrius
Svatý Onufrius Veliký (egypt. Noferi, řec. Onnúfris, ten kdo je stále šťasten, kopt. Uenofer; * okolo roku 320 – † okolo roku 400) byl křesťanský poustevník, který žil v egyptské poušti ve 4. století n. l. Je uctíván všemi křesťanskými církvemi, které uctívají svaté; jeho památka se připomíná 12. června.